# ネヴァー・ア・ダル・モーメント
『ネヴァー・ア・ダル・モーメント』(Never a Dull Moment)は、ロッド・スチュワートが1972年に発表した4作目のソロ・アルバム。

## 解説
「トゥルー・ブルー」は、当時スチュワートが在籍していたフェイセズの全メンバーが揃った編成でレコーディングされた。
スチュワートは本作で、前作『エヴリ・ピクチャー・テルズ・ア・ストーリー』（1971年）に続き2作連続で全英アルバムチャート1位獲得を果たした。本作からは、「ユー・ウェア・イット・ウェル」（全英1位・全米13位）、ジミ・ヘンドリックスのカヴァー「エンジェル」（全英4位・全米40位）、サム・クックのカヴァー「トゥイスティン・ザ・ナイト・アウェイ」（全米59位）がシングル・ヒットした。

## 収録曲

### Side 1
1. トゥルー・ブルー - True Blue (Rod Stewart, Ronnie Wood) - 3:31
2. ロスト・パラガヨス - Lost Paraguayos (R. Stewart, R. Wood) - 3:56
3. ママ・ユー・ビーン・オン・マイ・マインド - Mama You Been on My Mind (Bob Dylan) - 4:29
4. イタリアン・ガールズ - Italian Girls (R. Stewart, R. Wood) - 4:54

### Side 2
1. エンジェル - Angel (Jimi Hendrix) - 4:03
2. 間奏 - Interludings (A. Wood) - 0:40
3. ユー・ウェア・イット・ウェル - You Wear It Well (R. Stewart, Martin Quittenton) - 4:22
4. アイド・ラザー・ゴー・ブラインド - I'd Rather Go Blind (Billy Foster, Ellington Jordon) - 3:53
5. トゥイスティン・ザ・ナイト・アウェイ - Twisting the Night Away (Sam Cooke) - 3:13

## レコーディング・メンバー
- ロッド・スチュワート - ボーカル
- ロン・ウッド - エレクトリックギター、アコースティック・ギター、ベース
- マーティン・クイッテントン - アコースティック・ギター(on 2. 3. 4. 7.)
- ゴードン・ハントリー - スティール・ギター(on 3.)
- イアン・マクレガン - ピアノ、オルガン
- ピート・シアーズ - ピアノ(on 4.)、ベース(on 8.)
- ブライアン - チェスト・ピアノ(on 3.)
- ロニー・レーン - ベース(on 1. 5. 9.)
- スパイク・ヒートリー - アップライト・ベース(on 3.)
- ミック・ウォーラー - ドラムス
- ケニー・ジョーンズ - ドラムス(on 1.)
- ディック・パウエル - ヴァイオリン(on 3. 4.)
- スピーディー - コンガ(on 5.)